# Pierre-Hélène Souchay
Pierre-Hélène Souchay, seigneur de Montgriffon, né en 1733 à Lyon, mort le 14 juillet 1806 à  Chaponost, est un négociant, collectionneur d'art et bibliophile français.

## Biographie
D'une famille de soyeux originaire de Tours, Pierre-Hélène Souchay est le fils du négociant et bibliophile Joseph Souchay, conseiller-secrétaire du roi en la chancellerie près de la Cour des monnaies de Lyon, et de Marie Giraud.
Après avoir fait de bonnes études à Paris sous la direction de Charles Coffin, Souchay exerce durant quelques années le négoce des soies à la suite de son père. Il acquiert une charge de secrétaire du roi près la Cour des monnaies de Lyon en 1750, puis le fief de Montgriffon à Chaponost, près de Lyon, dont il fait hommage en 1773.
En 1760, il épouse à Lyon Jeanne-Marie Vionnet, fille de Pierre Vionnet, négociant et bourgeois de Lyon, propriétaire du château de Rochecardon, et de Marie-Anne Vouty de La Tour. Nièce des jésuites Barthélemy et George Vionnet, elle était une cousine germaine de Claude Antoine Vouty de La Tour et de Claude André Roux (aïeul des Roux de Bézieux).
Impliqué dans la vie lyonnaise, il est recteur de l'Hôtel-Dieu de Lyon de 1768 à 1771 et administrateur de l'Hôpital général de la Charité.
Bibliophile fortuné, grand amateur de lettres, arts et sciences, Souchay passe pour un érudit distingué de livres. Directeur de l'école de dessin de Lyon - dont l'activité était intimement liée avec la fabrique lyonnaise de soierie - et membre de l'Académie des sciences, belles-lettres et arts de Lyon, il possède une immense collection de tableaux, dessins, estampes et livres rares, une galerie de tableaux et une bibliothèque réputée, riche en classiques et en éditions rares et précieuses. Afin de constituer sa collection d'art, il s'appuie notamment sur son ami Jean-Jacques de Boissieu, qu'il charge de lui trouver des œuvres d'art.
Il fait la connaissance de Laurent Pierre Bérenger, qui partage son goût des arts et des lettres. Il lui accorde sa fille Catherine en mariage, que Bérenger épouse le 9 février 1790 (leur fille Angélique Laurette épousera le père de Marie-Louis-Félix Chevrier de Corcelles).
Son importante collection fera l'objet de plusieurs ventes (1775, 1807, 1828).

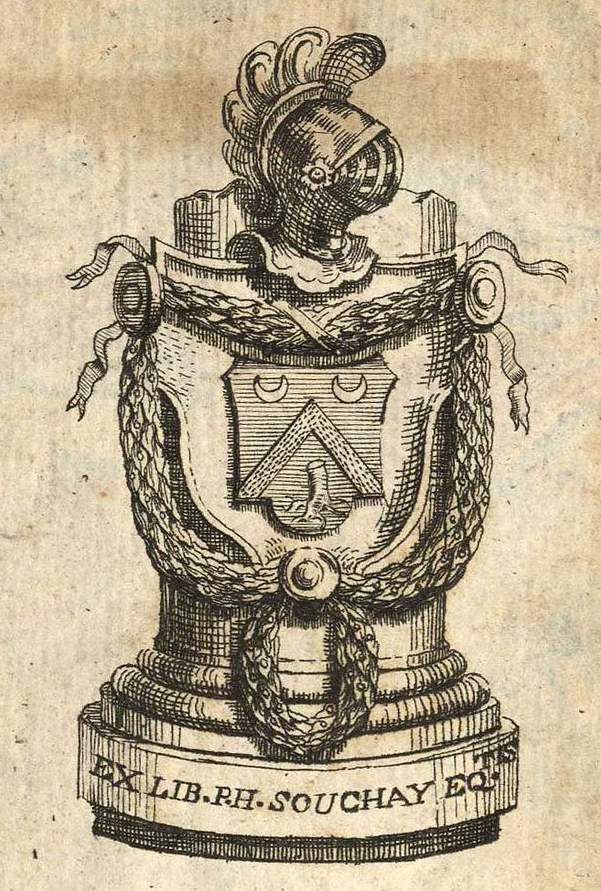
Ex-libris de Souchay.
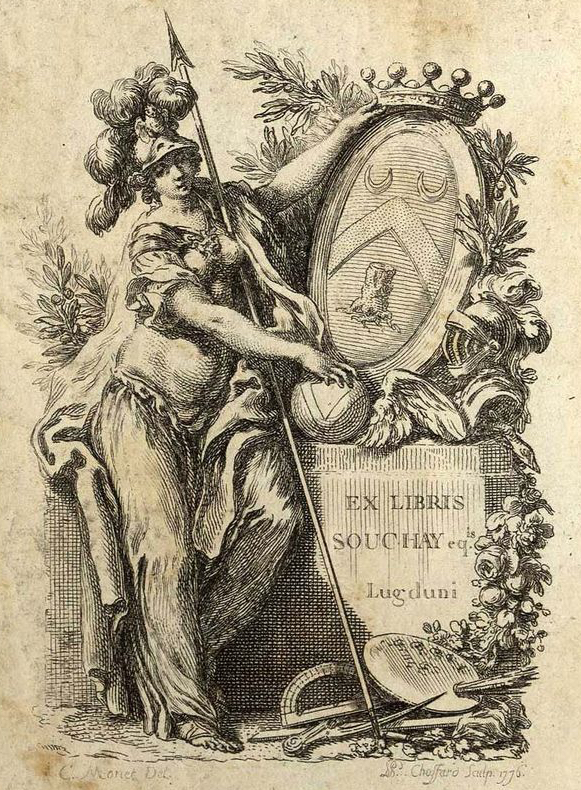
Ex-libris de Souchay.
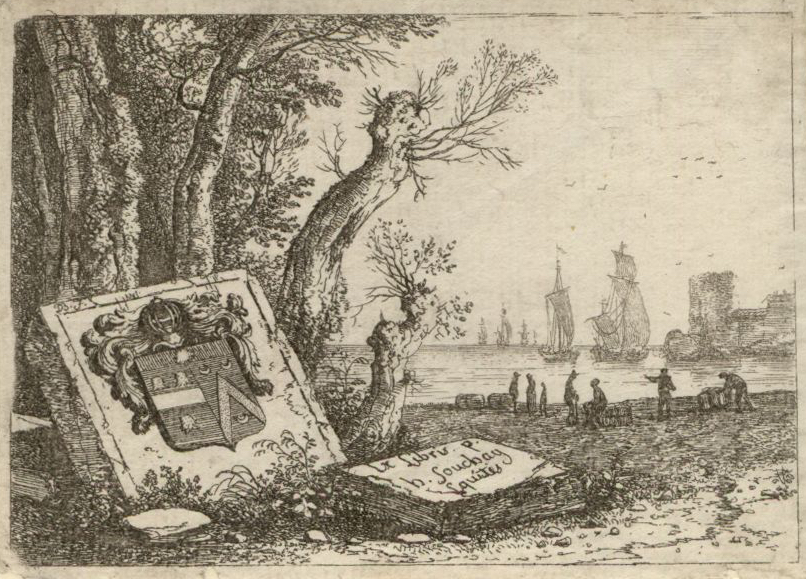
Ex libris pour le chevalier Souchay par Jean-Jacques de Boissieu.

## Sources
- Souchay, Pierre-Hélène, 17..-1807
- François-Charles Joullain, Antoine-Claude Chariot, Catalogue d'une belle collection de tableaux, desseins, estampes, livres d'estampes et livres, du cabinet de M.*** dont la vente se fera le mercredi 4 janvier 1775 ; & jours suivans de relevée, en un des salles des Révérends Pères Augustins du Grand Couvent, 1775
- Archives de la Société des collectionneurs d'ex-libris et de reliures historiques, Volumes 7 à 8, 1900
- Joseph Jomand, Chaponost en Lyonnais, Vitte, 1966
- Archives  historiques  et  statistiques  du  département  du  Rhône,  tome   VU,  p.   31
- Léopold Niepce, Les bibliothèques anciennes et modernes de Lyon, Georg, 1876
- A. Hodieu, Essais de nomenclatures lyonnaises, municipales et autres de 1800 à 1865, suivis de divers opuscules sur des questions lyonnaise, Librairie Thibaudier et Boin, 1866